# Osieczna (Basse-Silésie)
Pour les articles homonymes, voir Osieczna.
Osieczna est une localité polonaise de la gmina de Kostomłoty, située dans le powiat de Środa Śląska en voïvodie de Basse-Silésie.